# Håkan Juholt
Håkan Juholt é um político e diplomata sueco, do Partido Social Democrata.

Nasceu em Oskarshamn, na Suécia, em 1962.
Após a escola secundária (Gymnasium), trabalhou em 1980-1994 como jornalista e fotógrafo no jornal social democrata Östra Småland.
No período 1984-1990, Håkan Juholt foi membro da Direção da Juventude Social-Democrata Sueca.

Foi eleito líder do Partido Social-Democrata em 25 de março de 2011, em substituição de Mona Sahlin.
Renunciou ao cargo em 21 de janeiro de 2012, tendo sido substituído provisoriamente por Carin Jämtin, a secretária-geral do partido.

Foi deputado do Riksdagen - o Parlamento da Suécia, desde 1994, em representação do Condado de Kalmar, sendo presidente da Comissão Parlamentar da Defesa Nacional (Försvarsutskottet) desde 2010.

Foi nomeado embaixador da Suécia na Islândia em 2017.